# Karl Gasteiger
Karl Gasteiger (* 27. April 1857 in Irdning; † 17. August 1930 in Murau) war Apotheker und Abgeordneter zum Österreichischen Abgeordnetenhaus.

## Leben
Karl Gasteiger war Sohn des gleichnamigen Arztes Karl Gasteiger († 1901). Er studierte ab 1878 Pharmazie an der Universität Graz, absolvierte das Studium im Jahr 1880 und erlangte den Titel Mag. pharm. Er arbeitete zunächst als Kaufmann und ab 1886 war er Apotheker und Drogist in Murau.
Ab 1887 war er Obmann-Stellvertreter des Feuerwehr-Bezirksverbands Murau, zwischen 1898 und 1899 und zwischen 1918 und 1930 war er auch dessen Obmann. Er war auch Obmann der Bezirksvertretung Murau.
Karl Gasteiger war von 1907 bis 1910 und von 1913 bis 1919 Bürgermeister von Murau.
Er war römisch-katholisch und ab 1884 verheiratet mit Maria Bühn († 1897), mit der er eine Tochter und zwei Söhne hatte, wobei ein Sohn schon 1917 und der zweite Sohn vor 1930 gestorben ist. Nach dem Tod seiner Ehefrau heiratete er 1899 Maria von Fischer († 1917), mit der er weitere zwei Söhne hatte. Nach deren Tod ehelichte er 1919 Maria Theresia von Metz. Sein Sohn Hugo Gasteiger (1899–1978) war o. Professor für Augenheilkunde an mehreren deutschen Universitäten (1938 Technische Hochschule Dresden, 1951 Humboldt-Universität, 1957 bis 1968 Freie Universität Berlin).

## Politische Funktionen
Karl Gasteiger war vom 17. Oktober 1901 bis zum 30. Januar 1907 Abgeordneter des Abgeordnetenhauses im Reichsrat (X. Legislaturperiode) und vertrat dort für das Kronland Steiermark die Kurie Städte 4 (Judenburg, Weißkirchen, Oberzeiring, Knittelfeld, Obdach, Neumarkt, Unzmarkt, St. Lambrecht, Murau, Oberwölz, St. Peter, Liezen, Admont, St. Gallen, Gröbming, Schladming, Irdning, Rottenmann, Aussee). Er war der Nachfolger des zurückgetretenen Heinrich Reicher.

## Klubmitgliedschaften
Karl Gasteiger war Mitglied im Verband der deutschen Volkspartei.